# Josef Košulič
Josef Košulič (1927 Hovorany – 8. listopadu 1974 Mikulov) byl český hudební pedagog, historik, muzikolog a organizátor uměleckého života. Během svého dvacetiletého působení v čele hudební školy v Mikulově se stal významnou osobností hudebního školství nejen v Mikulově, ale i v jihomoravském regionu. Jeho aktivity ukončila náhlá smrt v roce 1974

## Život a vzdělání
Josef Košulič se narodil v Hovoranech na Hodonínsku; jeho otec se kromě kolářského řemesla věnoval hudbě, byl místním varhaníkem a vedl pěvecký sbor. Malý Josef po něm lásku k hudbě zdědil; základní hudební vzdělání nabyl u ředitele hovoranské obecné školy Jaroslava Pospíšila, který jej vyučoval hře na housle. Své vzdělání si rozšiřoval na Hudební škole v Hodoníně, kde se kromě hry na housle učil hrát též na trubku a klavír.. Následně na brněnské konzervatoři studoval u tehdejšího významného varhaníka a pedagoga Josefa Černockého hru na varhany. I později při svém povolání ředitele hudební školy neustále cítil potřebu doplňovat své znalosti a rozšiřovat svůj hudební obzor. V letech 1964 až 1972 absolvoval studium hudebních věd na filozofické fakultě UJEP v Brně, které ukončil diplomovou prací o hudebním životě v Mikulově za vlády Dietrichsteinů; v ní představuje Mikulov jako jedno z významných center tzv. hudebního baroka na Moravě a přináší také vzácné poznatky k historii mikulovské piaristické koleje.

## Pedagogická činnost
Po absolutoriu konzervatoře v roce začal svou pedagogickou činnost na hudební škole v Břeclavi a v Ústavu pro tělesně postižené v Brně - Králově Poli.

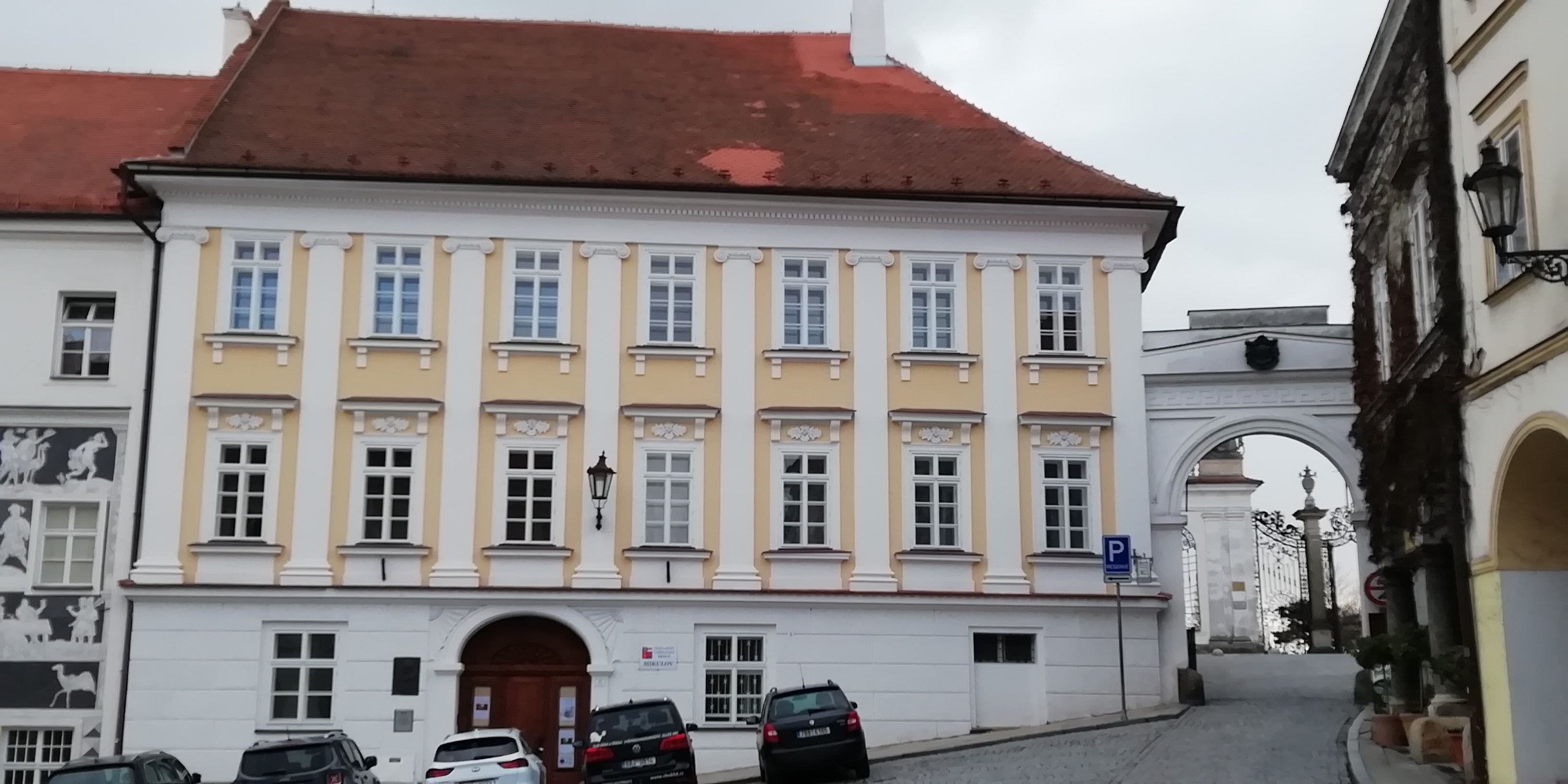
Základní umělecká škola v Mikulově

Dne 1. září 1954 byl Josef Košulič jmenován ředitelem Hudební školy v Mikulově. V této funkci se plně zapojil do činnosti pedagogické, organizační i společenské a postupně dosáhl radikální proměny. V roce 1961 v rámci školské reformy změnila tato instituce název na Lidovou školu umění (dále LŠU), ale díky Košuličově snaze se výrazně rozrostla nejen počtem žáků i vyučujících, ale i pestrostí oborů. Už se zde nevyučovalo pouze hudbě, přibyly obory výtvarný, fotografie, taneční a literárně-dramatický. Josef Košulič dbal na kvalifikaci učitelů, ceněna je i jeho snaha předávat zkušenosti mladým pedagogům. Mikulovská škola se tak stala jednou z prvních komplexních Lidových škol umění v tehdejším Jihomoravském kraji. Začala spolupráce a výměna zkušeností s dalšími lidovými školami umění, uskutečnily se výměnné koncerty pedagogů a žáků LŠU z Poličky, Uherského Brodu, Prostějova, Třebíče a ze slovenských měst Skalica a Hlohovec.

## Mimopedagogická činnost
Kromě činnosti pedagogické zaměřil Josef Košulič svou pozornost na hudební a společenské dění ve městě. Při tehdejším ONV Mikulov založil Národopisný soubor, který úspěšně rozvíjel svou činnost v okresním, krajské i celostátním měřítku. V roce 1956 se soubor stal vítězem krajského kola soutěže Lidové umělecké tvořivosti. Soubor vystupoval při významných společenských a slavnostních událostech, účinkoval pro různé zahraniční hosty a zájem o něj nejednou projevila i Československá televize.
Dalším úspěchem bylo založení cimbálové muziky, která se stala dvojnásobným vítězem Ústředního kola Soutěže tvořivosti mládeže. Tato žákovská cimbálová muzika vystupovala jak v Mikulově, tak v zahraničí (např. ve Vídni).
Koncem šedesátých let založil při LŠU Komorní orchestr učitelů a stanul před ním s taktovkou v ruce. A právě taktovka se stala pro jeho život symbolem - ta opravdová, provázející jeho orchestr skladbami, i ta pomyslná, budující a řídící školu živou, hrající, zpívající, která do současnosti nese jeho myšlenky.

## Veřejná činnost
Veřejná činnost Josefa Košuliče přerůstala hranice Mikulova - podílel se na kulturním a společenské životě celého okresu i tehdejšího kraje. Byl členem mnoha komisí - členem Krajské komise LŠU v Brně i krajského poradního sboru pro vážnou hudbu, předsedou poradního sboru pro národopis, metodikem Okresního pedagogického sdružení pro LŠU Břeclav. Stal se organizátorem mikulovského kulturního života, který zpestřoval vystoupeními předních osobností československého hudebního světa. Účinkovalo zde Dvořákovo komorní trio, také žáci a profesoři brněnské konzervatoře.

## Odkaz Josefa Košuliče
Lidová škola umění vychovala řadu muzikantů, dramatických umělců i výtvarníků , pro něž se zde studované obory staly profesí nebo alespoň celoživotní láskou. I po nečekané Košuličově smrti se tradice založená v cílech a způsobech práce tohoto ředitele přenesla dál do práce a života školy v dalších desetiletích. Při příležitosti výročí 50 let příchodu Josefa Košuliče do Mikulova a současně 30. výročí jeho úmrtí byla umístěna na budově školy pamětní deska; odhalena byla 14.11. 2004 manželkou paní Marií Košuličovou a dcerou Marií za spoluúčasti ZUŠ, města Mikulova a Mikulovského centra pro evropskou kulturu.